# تاتی (ملکه)
تاتی (به انگلیسی: Tati) همسر پادشاه مصر باستان از دودمان چهاردهم مصر یا دودمان پانزدهم مصر در دوره دوم میانی مصر بود. موقعیت زمانی او ناشناخته است.

## شواهد تاریخی
شواهد تاریخی چندانی از تاتی وجود ندارد و هیچ بنای باستان‌شناسی مهمی از او به‌جا نمانده است.
«همسر شاه، تاتی» از طریق چند مُهر اسکراب شناخته شده است. در مجموع، یازده مهر اسکراب با نام تاتی کشف شده‌اند. این مهرها هم نام او و هم عنوان‌های سلطنتی‌اش را دارند، و در برخی از آن‌ها، نام تاتی در یک کارتوش (قاب بیضی‌شکل سلطنتی) نوشته شده است. مهرهای اسکراب نشان می‌دهند که کالاها یا در املاکی که تحت کنترل تاتی بودند انبار می‌شدند یا از آنجا ارسال می‌شدند. این اسکراب‌ها ویژگی‌هایی دارند که آن‌ها را به دودمان چهاردهم و پانزدهم مصر باستان مربوط می‌کند.

### اسکراب‌هایی با کارتوش
کارتوش معمولاً مختص پادشاه بود و گاهی نیز برای ولیعهد استفاده می‌شد. تنها نمونه‌های اندکی وجود دارد که در آن‌ها زنان نام خود را درون کارتوش نوشته‌اند؛ بنابراین، این واقعیت که تاتی نام خود را در کارتوش نوشته، معنای مهمی دارد: این می‌تواند نشان‌دهندهٔ آن باشد که مقام و جایگاه او فراتر از یک ملکهٔ همسر معمولی بوده است.
استفاده از کارتوش ممکن است حاکی از آن باشد که: او ممکن بوده نقش موروثی به عنوان ولیعهد داشته باشد، یا نقشی حاکمیتی به عنوان نایب‌السلطنه و حتی حکمرانی مستقل به نام خود را ایفا کرده باشد.
- مهر، فهرست بازل، شماره ۱۳۰[۳]
- مهر، موزه برلین، شماره آ.م. ۳۲۷۱۶[۴]
- مهر، موزه برلین، شماره آ.م. ۳۲۷۱۷[۵]
- مهر، موزه بریتانیا، شماره ئی‌اِی ۲۰۸۲۴[۶] (یافته‌شده در تِل الیهودیه)
- مهر، موزه هنر متروپولیتن نیویورک، شماره ۳۰٫۸٫۶۴۶[۷]
- مهر، حراج ساتبیز لندن، ۲۱ آوریل ۱۹۷۵، شماره ۸۸ (۵)[۸]

### اسکراب‌هایی بدون کارتوش
اگرچه تاتی در بسیاری از اسکراب‌ها نام خود را درون کارتوش نوشته، اما این موضوع نیز معنادار است که در برخی اسکراب‌ها، نام او بدون کارتوش آمده است. این مسئله ممکن است نشان دهد که او ابتدا به‌عنوان «همسر شاه» شناخته می‌شده و سپس مقامش ارتقا یافته تا جایی که استفاده از کارتوش برای نامش توجیه‌پذیر شده است. یکی از توضیحات ممکن این است که پس از مرگ همسرش، وارث سلطنت کودک بوده و تاتی به عنوان نایب‌السلطنه ادارهٔ امور را به دست گرفته است.
- مهر، آبردین، شماره ای‌بی‌دی‌ئی‌ای:۸۱۰۵۵[۹] (یافته‌شده در تل الیهودیه)
- مهر، موزه بریتانیا، شماره ئی‌ای ۳۷۷۲۱[۱۰]
- مهر، موزه قاهره، شماره جی‌ئی۷۵۰۴۲[۱۱]

### یافته‌های جدید
تفسیر رایهولت در مورد تاریخ‌گذاری تاتی و دیگر شخصیت‌ها با یافته‌ی یک سنگ یادبود جدید به چالش کشیده شده است. این سنگ یادبود نشان می‌دهد که نِهسی در انتهای دوره دوم میانی مصر قرار داشته، نه در ابتدای آن. طبق این سنگ یادبود، نِهسی برادر «خواهر شاه»، تانی بوده است که احتمالاً از تبار تبنی بوده و این موضوع احتمال می‌دهد که مادر نِهسی تاتی نبوده است.